# Craig MacDonald
Pour les articles homonymes, voir Craig McDonald (homonymie) et MacDonald.
Craig MacDonald (né le 7 avril 1977 à Antigonish, dans la province de la Nouvelle-Écosse au Canada) est un joueur professionnel canadien de hockey sur glace.

## Carrière
Issu du hockey universitaire américain, il se joint aux Hurricanes de la Caroline en 1998. Il y joue quelques parties mais passa la majorité de la saison avec le club-école de ces derniers, les Cyclones de Cincinnati de la Ligue américaine de hockey. Il joue majoritairement avec eux puis, au terme de la saison 2002-2003, il signe un contrat avec les Panthers de la Floride. Encore une fois, il ne parvient à se faire une place dans l'effectif de l'équipe et il est réclamé en cours de saison par les Bruins de Boston.
Il joue avec quelques équipes de la LAH et de la LNH avant de jouer une première saison complète avec le Lightning de Tampa Bay en 2007-2008. Il signe ensuite un contrat avec les Blue Jackets de Columbus au cours de l'été 2008 mais commence la saison avec le Crunch de Syracuse dans la LAH.

## Statistiques
| Saison     | Équipe                          | Ligue            |     | Saison régulière | Saison régulière | Saison régulière | Saison régulière | Saison régulière |   | Séries éliminatoires | Séries éliminatoires | Séries éliminatoires | Séries éliminatoires | Séries éliminatoires |
| Saison     | Équipe                          | Ligue            | PJ  | B                | A                | Pts              | Pun              | PJ               | B | A                    | Pts                  | Pun                  |                      |                      |
| 1994-1995  | Lawrence Academy                | HS               | 30  | 25               | 52               | 77               | 10               | -                | - | -                    | -                    | -                    |                      |                      |
| 1995-1996  | Crimson de l'Université Harvard | NCAA             | 34  | 7                | 10               | 17               | 8                | -                | - | -                    | -                    | -                    |                      |                      |
| 1996-1997  | Crimson de l'Université Harvard | NCAA             | 32  | 6                | 10               | 16               | 20               | -                | - | -                    | -                    | -                    |                      |                      |
| 1998-1999  | Beast de New Haven              | LAH              | 62  | 17               | 31               | 48               | 77               | -                | - | -                    | -                    | -                    |                      |                      |
| 1998-1999  | Hurricanes de la Caroline       | LNH              | 11  | 0                | 0                | 0                | 0                | 1                | 0 | 0                    | 0                    | 0                    |                      |                      |
| 1999-2000  | Cyclones de Cincinnati          | LIH              | 78  | 12               | 24               | 36               | 76               | 11               | 4 | 1                    | 5                    | 8                    |                      |                      |
| 2000-2001  | Cyclones de Cincinnati          | LIH              | 82  | 20               | 28               | 48               | 104              | 5                | 0 | 1                    | 1                    | 6                    |                      |                      |
| 2001-2002  | Lock Monsters de Lowell         | LAH              | 64  | 19               | 22               | 41               | 61               | -                | - | -                    | -                    | -                    |                      |                      |
| 2001-2002  | Hurricanes de la Caroline       | LNH              | 12  | 1                | 1                | 2                | 0                | 4                | 0 | 0                    | 0                    | 2                    |                      |                      |
| 2002-2003  | Lock Monsters de Lowell         | LAH              | 35  | 1                | 3                | 4                | 20               | -                | - | -                    | -                    | -                    |                      |                      |
| 2002-2003  | Hurricanes de la Caroline       | LNH              | 27  | 7                | 20               | 27               | 38               | -                | - | -                    | -                    | -                    |                      |                      |
| 2003-2004  | Rampage de San Antonio          | LAH              | 2   | 0                | 0                | 0                | 4                | -                | - | -                    | -                    | -                    |                      |                      |
| 2003-2004  | Panthers de la Floride          | LNH              | 34  | 0                | 3                | 3                | 25               | -                | - | -                    | -                    | -                    |                      |                      |
| 2003-2004  | Bruins de Boston                | LNH              | 18  | 0                | 3                | 3                | 8                | 1                | 0 | 0                    | 0                    | 0                    |                      |                      |
| 2004-2005  | Lock Monsters de Lowell         | LAH              | 71  | 10               | 18               | 28               | 104              | 2                | 0 | 0                    | 0                    | 0                    |                      |                      |
| 2005-2006  | Ak-Sar-Ben Knights d'Omaha      | LAH              | 37  | 8                | 19               | 27               | 57               | -                | - | -                    | -                    | -                    |                      |                      |
| 2005-2006  | Flames de Calgary               | LNH              | 25  | 3                | 2                | 5                | 8                | 1                | 0 | 0                    | 0                    | 0                    |                      |                      |
| 2006-2007  | Admirals de Norfolk             | LAH              | 50  | 15               | 25               | 40               | 45               | 6                | 2 | 3                    | 5                    | 8                    |                      |                      |
| 2006-2007  | Blackhawks de Chicago           | LNH              | 25  | 3                | 2                | 5                | 14               | -                | - | -                    | -                    | -                    |                      |                      |
| 2007-2008  | Admirals de Norfolk             | LAH              | 7   | 3                | 8                | 11               | 8                | -                | - | -                    | -                    | -                    |                      |                      |
| 2007-2008  | Lightning de Tampa Bay          | LNH              | 65  | 2                | 9                | 11               | 16               | -                | - | -                    | -                    | -                    |                      |                      |
| 2008-2009  | Crunch de Syracuse              | LAH              | 70  | 15               | 25               | 40               | 71               | -                | - | -                    | -                    | -                    |                      |                      |
| 2008-2009  | Blue Jackets de Columbus        | LNH              | 8   | 1                | 1                | 2                | 0                | -                | - | -                    | -                    | -                    |                      |                      |
| 2009-2010  | DEG Metro Stars                 | DEL              | 56  | 19               | 23               | 42               | 76               | 3                | 2 | 0                    | 2                    | 0                    |                      |                      |
| 2010       | Adler Mannheim                  | Trophée européen | 8   | 2                | 4                | 6                | 34               | -                | - | -                    | -                    | -                    |                      |                      |
| 2010-2011  | Adler Mannheim                  | DEL              | 51  | 6                | 22               | 28               | 123              | 5                | 0 | 2                    | 2                    | 4                    |                      |                      |
| 2011-2012  | Adler Mannheim                  | DEL              | 28  | 6                | 14               | 20               | 12               | 14               | 3 | 5                    | 8                    | 6                    |                      |                      |
| 2012-2013  | Adler Mannheim                  | DEL              | 51  | 7                | 22               | 29               | 68               | 6                | 0 | 1                    | 1                    | 4                    |                      |                      |
| Totaux LNH | Totaux LNH                      | Totaux LNH       | 233 | 11               | 24               | 35               | 91               | 7                | 0 | 0                    | 0                    | 2                    |                      |                      |

## Transactions
- 14 août 2003 : signe un contrat comme agent libre avec les Panthers de la Floride.
- 20 janvier 2004 : réclamé au ballotage par les Bruins de Boston des Panthers de la Floride.
- 11 août 2005 : signe un contrat comme agent libre avec les Flames de Calgary.
- 1er août 2006 : signe un contrat comme agent libre avec les Blackhawks de Chicago.
- 2 juillet 2007 : signe un contrat comme agent libre avec le Lightning de Tampa Bay.
- 14 juillet 2008 : signe un contrat comme agent libre avec les Blue Jackets de Columbus.